# Foster's
Foster's Lager är ett ölmärke från Australien. Det ägs av SABMiller och bryggs på licens på ett antal länder. I Europa bryggs Foster's av Heineken. Foster's grundades av William M and Ralph R Foster 1888 och ölen började säljas 1889. 1971 började Foster's säljas i Storbritannien och 1972 i USA.